# کیک آفتاب (تایوان)
کیک آفتاب (انگلیسی: Suncake)، تای یانگ بینگ؛ یک دسر محبوب تایوانی است که در اصل از شهر تایچونگ، در مرکز تایوان است. از مالتوز (شکر مالت تغلیظ شده) تشکیل شده‌است و معمولاً در جعبه‌های هدیه ویژه به عنوان سوغاتی برای بازدیدکنندگان فروخته می‌شود. برخی از شیرینی‌فروشی‌های معروف همیشه صف‌های طولانی از مردم را در انتظار خرید کیک آفتابی جعبه‌ای دارند.